# جوخه سرد
جوخه سرد (انگلیسی: Cold Squad) یک سریال تلویزیونی کانادایی در ژانر پلیسی است که از شبکه ای‌ام‌جی تی‌وی پخش می‌شود. این مجموعه در ایران با نام «مامورین پرونده‌های راکد» معروف است.